# Zespół Elektrowni Wodnych Dychów
Zespół Elektrowni Wodnych Dychów – zespół 17 elektrowni wodnych na rzekach Bóbr, Kwisa i Nysa Łużycka. Zespół wchodzi w skład Polskiej Grupy Energetycznej. Łączna moc zainstalowana wszystkich elektrowni wynosi 103 MW, z czego 88 MW pochodzi z elektrowni szczytowo-pompowej Dychów. Pozostałe elektrownie są przepływowe i mają moc zainstalowaną od 0,3 do 4,5 MW. Zespół został powołany do życia 1 lipca 1991 roku z siedzibą w Dychowie. Od 31 marca 2011 roku zespół został przekształcony w spółkę PGE Energia Odnawialna SA Oddział ZEW w Dychowie.

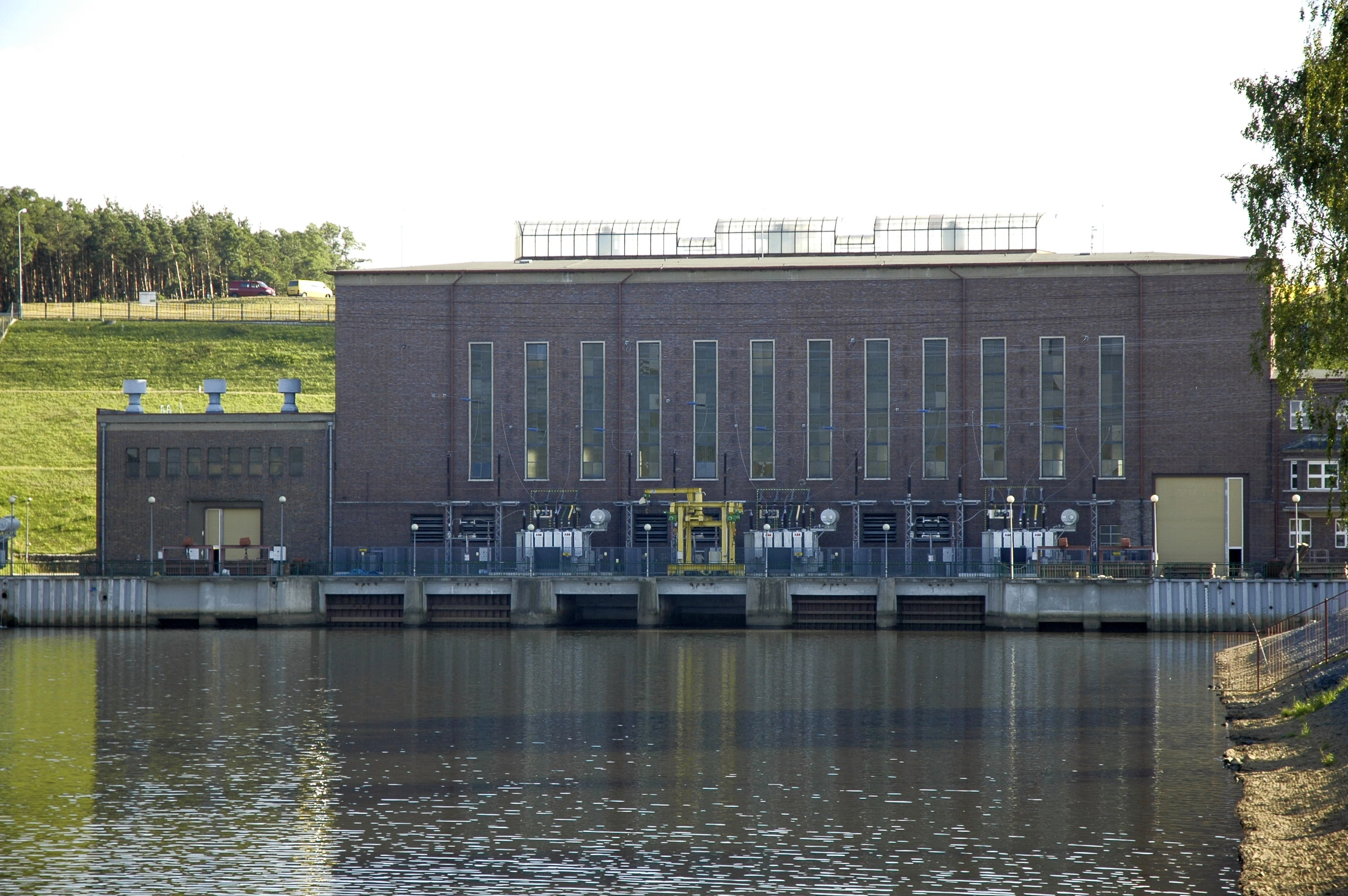
Elektrownia szczytowo-pompowa Dychów

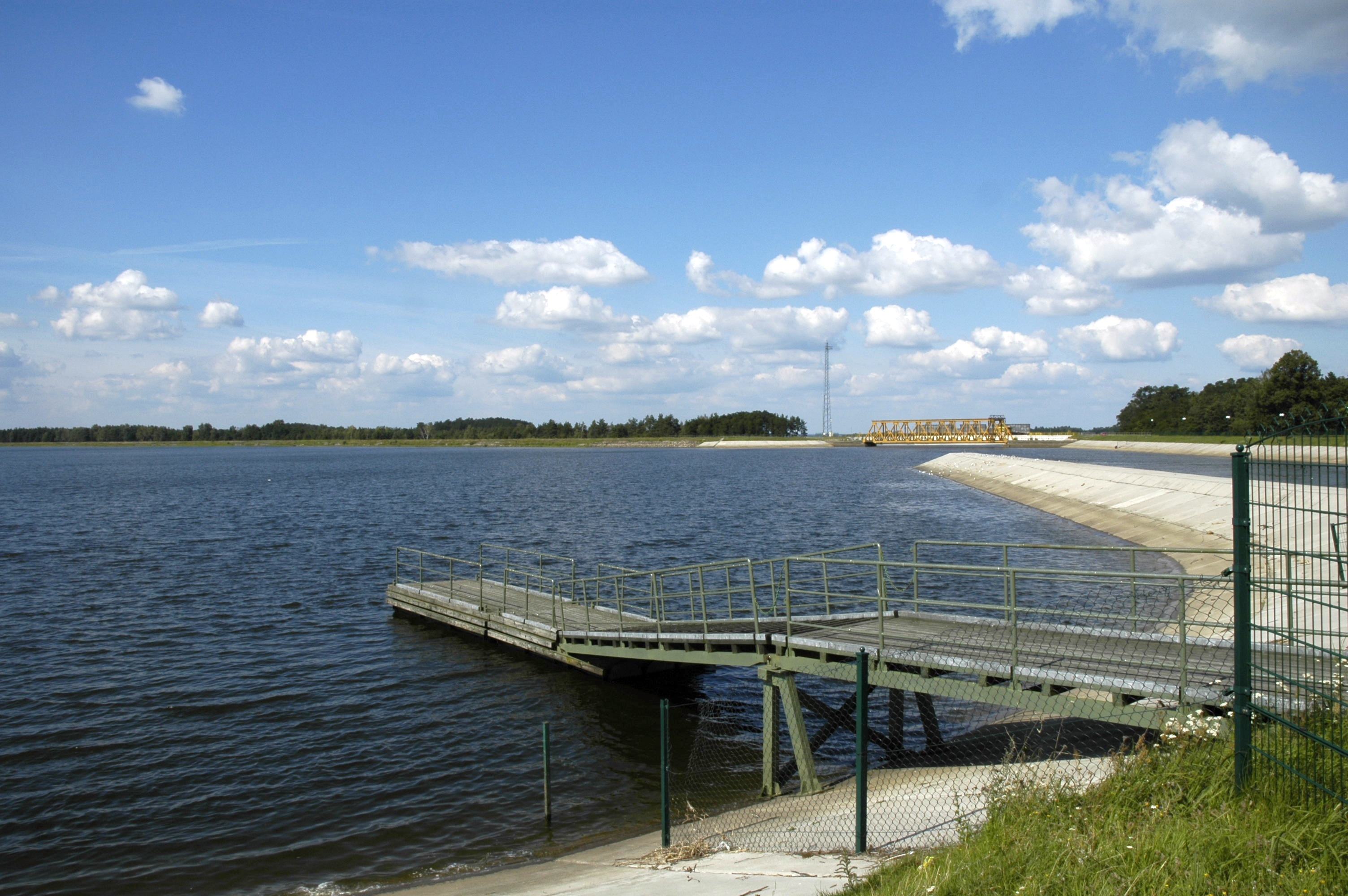
Zbiornik Dychowski

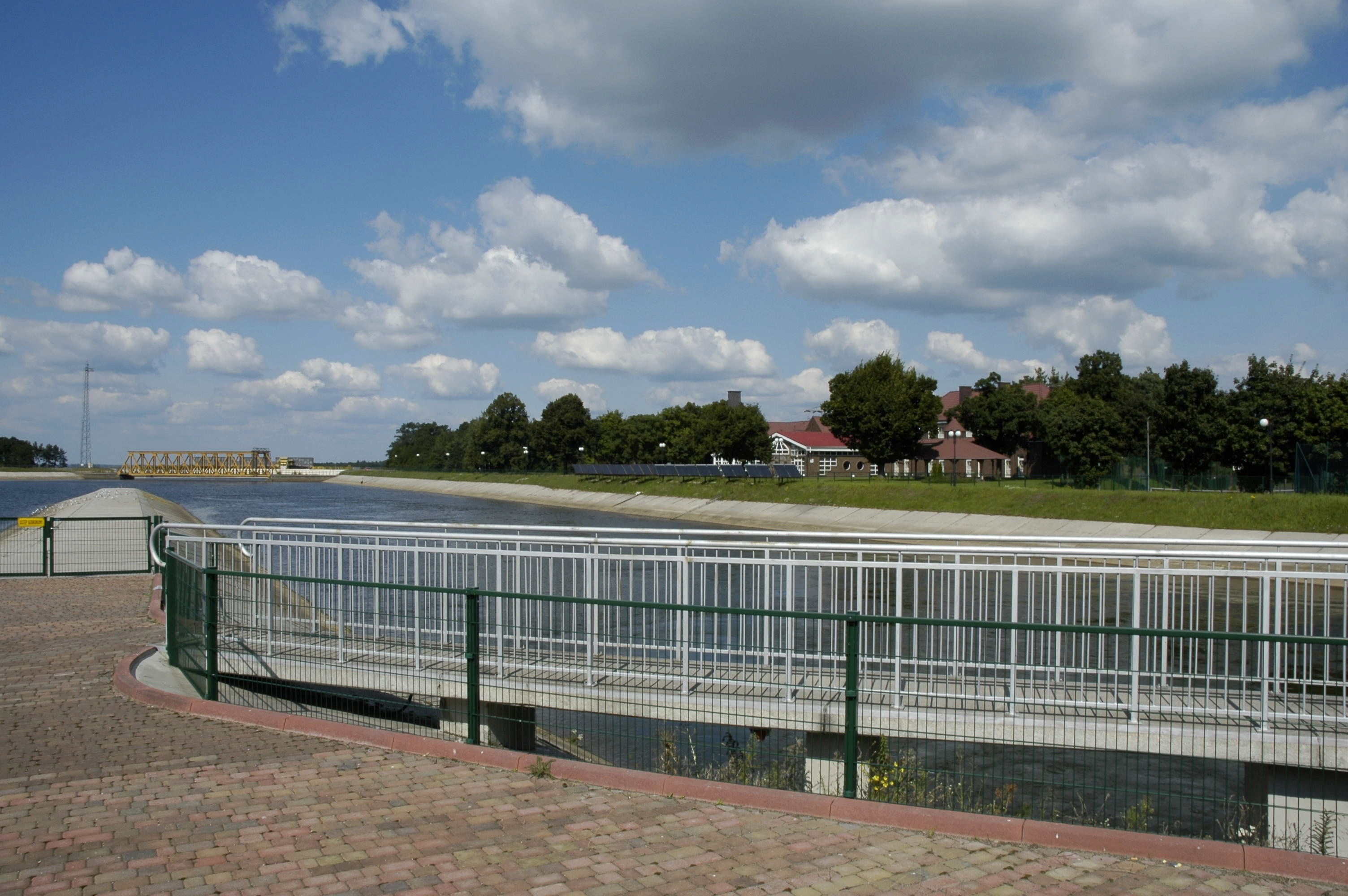

W skład zespołu wchodzą następujące elektrownie:
- na rzece Bóbr:

| Elektrownia                   | Rok uruchomienia    | Położenie                                 |
| ----------------------------- | ------------------- | ----------------------------------------- |
| elektrownia wodna Szprotawa   | 1998                | 51°33′40″N 15°32′28″E/51,561111 15,541111 |
| elektrownia wodna Małomice    | 1911 - 1992 ponowne | 51°33′41″N 15°27′00″E/51,561389 15,450000 |
| elektrownia wodna Żagań I     | 1898                | 51°36′37″N 15°19′49″E/51,610278 15,330278 |
| elektrownia wodna Żagań II    | 1900                | 51°36′55″N 15°19′00″E/51,615278 15,316667 |
| elektrownia wodna Grajówka    | 1922                | 51°40′20″N 15°17′27″E/51,672222 15,290833 |
| elektrownia wodna Gorzupia I  | 1935                | 51°44′09″N 15°15′38″E/51,735833 15,260556 |
| elektrownia wodna Gorzupia II | 1998                | 51°44′09″N 15°15′29″E/51,735833 15,258056 |
| elektrownia wodna Dychów      | 1936                | 51°59′18″N 15°03′12″E/51,988333 15,053333 |
| elektrownia wodna Raduszec    | 1935                | 52°01′47″N 15°04′14″E/52,029722 15,070556 |

- na rzece Nysa Łużycka:

| Elektrownia                     | Rok uruchomienia | Położenie                                 |
| ------------------------------- | ---------------- | ----------------------------------------- |
| elektrownia wodna Sobolice      | 1922             | 51°23′55″N 14°58′10″E/51,398611 14,969444 |
| elektrownia wodna Bukówka       | 1910             | 51°27′23″N 14°57′37″E/51,456389 14,960278 |
| elektrownia wodna Przysieka     | 1905             | 51°29′25″N 14°51′27″E/51,490278 14,857500 |
| elektrownia wodna Żarki Wielkie | 1966             | 51°35′39″N 14°45′05″E/51,594167 14,751389 |
| elektrownia wodna Zielisko      | 1905             | 51°37′18″N 14°45′40″E/51,621667 14,761111 |
| elektrownia wodna Zasieki       | 1905             | 51°43′34″N 14°40′02″E/51,726111 14,667222 |
| elektrownia wodna Gubin         | 1905             | 51°57′06″N 14°43′18″E/51,951667 14,721667 |

- na rzece Kwisa:

| Elektrownia                | Rok uruchomienia | Położenie                                 |
| -------------------------- | ---------------- | ----------------------------------------- |
| elektrownia wodna Kliczków | 1994             | 51°19′47″N 15°25′29″E/51,329722 15,424722 |